# Leos (heroi)
Leos é o heroi epônimo de uma das dez tribos de Atenas após as reformas de Clístenes, que transformou as quatro tribos antigas, que tinham nomes associados aos filhos de Íon, em dez, com nomes baseados em nove herois atenienses e Ájax.
Pouco se sabe sobre Leos, Ele seria filho de Orfeu, pai de Cilanto e tinha três filhas, Eúbole, Frasiteia ou Praxítea e Téope ou Teopompe, que se sacrificaram para salvar a Ática, a mando de um oráculo.
O sacrifício das filhas de Leos foi usado em um discurso de Fócio, cognominado "o Bom": logo após a destruição de Tebas por Alexandre, este enviou mensageiros a Atenas demandando a entrega de dez líderes políticos que haviam se oposto a ele; os mais proeminentes destes líderes eram Demóstenes e Licurgo. Fócio lembrou os sacrifícios de Leos e Jacinto, lembrando que os homens deviam aceitar a morte com alegria, para salvar seu país de desastre, e chamou de covardes os que não queriam entregar suas vidas pela sua cidade.